# Integraza
Integraza je encim, ki pri določenih virusih (npr. bakteriofagih lambda in retrovirusih) sodeluje pri integraciji virusne dednine v kromosomsko DNK gostitelja. Pri tem omogoči tvorbo kovalentne vezi med gostiteljevo DNK in vstavljeno virusno DNK.

## Zgradba
Vse retrovirusne integraze sestojijo iz treh domen, ki so med seboj povezane s fleksibilnimi vezavnimi členi:
- N-konec encima predstavlja cink vežočo domeno (trivijačna struktura, stabilizirana s koordinacijsko vezanim Zn2+ kationom)
- sredična domena s katalitično vlogo
- C-konec beljakovine predstavlja DNK vežočo domeno.[2]

## Potek vstavljanja virusne DNK
Integracija virusne DNK v gostiteljevo dednino poteče v treh stopnjah:

V prvi stopnji se odstranita dva nukleotida na 3'-koncu obeh verig virusne DNK. S tem se izpostavita na koncih verige DNK dve 3'-hidroksilni skupini, ki se lahko nadalje povežeta z gostiteljevo DNK.

V drugi stopnji se vsaka od obeh OH-skupin na 3'-koncu poveže s fosfodiestrsko skupino gostiteljeve tarčne DNK.

 Sledi še popravljalni korak, pri čemer se odcepijo odvečni, nesparjeni 5'-konci, ki ostanejo na tarčni gostiteljevi DNK, pri čemer sodelujejo drugi, celični encimi.

## Integraza HIV-1
Integraza HIV-1 katalizira vgradnjo DNK virusa HIV-1 v gostiteljevo DNK, kar je pomembna stopnja v življenjskem ciklusu virusa HIV in hkrati zanimiva tarča za protiretrovirusna zdravila.

### Zaviralci integraze HIV-1
Prva učinkovina za zdravljenje okužbe z virusom HIV, ki spada v skupino zaviralcev integraze, je bila raltegravir. Odkritje nove skupine protiretrovirusnih zdravil, ki preprečujejo vgraditev virusnega genoma v genom gostiteljeve celice (večinoma gre za celice pomagalke) je pomenilo povsem novo prijemališče zdravljenja te okužbe. Raltegravir se je izkazal za učinkovito zdravilo, ki ga bolniki v splošnem dobro prenašajo, neželeni pojavi pa niso pogosti (driska, slabost in glavobol).